# Inocencio Jiménez Vicente
Inocencio Jiménez Vicente (Saragossa, 11 de setembre de 1876 – Madrid, 27 d'abril de 1941) va ser un jurista aragonès, un dels pioners de la previsió social i membre de la Reial Acadèmia de Ciències Morals i Polítiques.

## Biografia
Fill d'un espardenyer, estudià el batxillerat als escolapis. El 1901 va obtenir el premi extraordinari de Llicenciatura en la Facultat de Dret de la Universitat de Saragossa i el 1902 es va doctorar en la Universitat de Madrid. En 1903 va marxar a París per ampliar estudis, on va contactar amb figures destacades del catolicisme social europeu, al que dedicaria el millor de la seva vida participant activament en l'Acció Social Catòlica.
El 1906 va obtenir la càtedra de dret penal de la Universitat de Saragossa, on formà part de l'anomenat grup de Saragossa (Aznar, Juan Salvador Minguijón y Adrián, Latre, Sancho Izquierdo, etc.), amb els que el 1901 va fundar El Noticiero. Va promocionar cercles catòlics i va participar activament en les assemblees universitàries de 1902, 1905, 1915 i 1922, així com en l'Estatut de la Universitat en 1919. Entre 1906 i 1919 va recórrer tot Aragó promovent el cooperativisme i l'associacionisme agrari.
Va ser vocal de la Comissió de Llibertat Condicional, membre del Patronat de Presos Lliberts, fundador del reformatori El Buen Pastor i vicepresident del Tribunal Tutelar de Menors. En 1920 es va traslladar a Madrid i amb Josep Maluquer i Salvador va fundar l'Institut de Previsió Social, del que en fou nomenat director en 1931 a la mort de Maluquer.
En 1940 va obtenir la càtedra de Dret Penal de la Universitat de Madrid, va ser nomenat vocal de la Comissió de Codificació i va accedir a la Reial Acadèmia de Ciències Morals i Polítiques.

## Obres
- La acción social en Bélgica Saragossa, 1904.
- Vademécum del propagandista de sindicatos obreros; Saragossa, 1909.
- Vademécum del propagandista de sindicatos agrícolas; Saragossa, 1909.
- Veinte años de Previsión Social; Madrid, 1929.
- Memorias del Instituto Nacional de Previsión desde 1931 hasta 1935. El Seguro Social y el privado; Madrid, 1934.
- Las inversiones de los Fondos de Previsión; Madrid, 1927.
- La unificación de los Seguros Sociales; Madrid, 1936, tercera edició.
- La obra de los Homenajes a la Vejez; Madrid, 1934.
- Los Tribunales Tutelares de Menores; Saragossa, 1932